# Юнацька ліга УЄФА 2023—2024
Юнацька ліга УЄФА 2023—2024 — дев'ятий розіграш Юнацької ліги УЄФА, клубного футбольного турніру серед юнацьких команд європейських клубів, проведеного УЄФА. Вперше титул здобув Олімпіакос.

## Формат
Формат турніру передбачає дві групи команд, які змагаються окремо одне від одного до стикових матчів.
Шлях Ліги чемпіонів УЄФА: 32 юнацькі команди клубів, що беруть участь у Лізі чемпіонів УЄФА збережуть формат і розклад матчів групового етапу, які відповідають груповому етапу Ліги чемпіонів УЄФА. Переможці груп проходять в 1/8 фіналу, а команди, що посідають другі місця, проходять в стикові матчі.
Шлях національних чемпіонів: 32 переможці національних юнацьких турнірів проводять два раунди двохматчевих протистоянь, а вісім переможців проходять у стикові матчі.
- У стикових матчах переможці національних юнацьких турнірів грають один матч вдома проти команд, що посіли другі місця в групі Шляху Ліги чемпіонів УЄФА.
- В 1/8 фіналу переможці груп Шляху Ліги чемпіонів УЄФА грають один матч проти переможців стикових матчів (господарі матчів визначаються жеребкуванням).
- У чвертьфіналі, півфіналі та фіналі команди грають один з одним по одному матчу (господарі чвертьфінальних матчів будуть визначаються жеребкуванням, півфінал і фінал проводяться на нейтральному стадіоні).

## Команди
Всього в турнірі беруть участь 64 команди:
- Юнацькі команди 32 клубів, що беруть участь у груповому етапі Ліги чемпіонів УЄФА 2023—2024 беруть участь у Шляху Ліги чемпіонів УЄФА.
- Переможці національних юнацьких турнірів 32 найкращих асоціацій у відповідності з їх рейтингом беруть участь в Шляху національних чемпіонів (Асоціації, які не мають переможця національного юнацького турніру і національного чемпіона, який вже потрапив в Шлях Ліги чемпіонів УЄФА, замінюються наступною асоціацією в рейтингу УЄФА).

## Розклад матчів і жеребкувань
Розклад турніру є наступним (всі жеребкування проводяться в штаб-квартирі УЄФА в Ньйоні, Швейцарія, якщо не зазначено інакше).
| Стадія                                 | Раунд         | Дата жеребкування | 1-й матч                                                      | 2-й матч                                                      |
| -------------------------------------- | ------------- | ----------------- | ------------------------------------------------------------- | ------------------------------------------------------------- |
| Груповий етап Шлях Ліги чемпіонів УЄФА | 1 тур         | 31 серпня 2023    | 19–20 вересня 2023                                            | 19–20 вересня 2023                                            |
| Груповий етап Шлях Ліги чемпіонів УЄФА | 2 тур         | 31 серпня 2023    | 3–4 жовтня 2023                                               | 3–4 жовтня 2023                                               |
| Груповий етап Шлях Ліги чемпіонів УЄФА | 3 тур         | 31 серпня 2023    | 24–25 жовтня 2023                                             | 24–25 жовтня 2023                                             |
| Груповий етап Шлях Ліги чемпіонів УЄФА | 4 тур         | 31 серпня 2023    | 7–8 листопада 2023                                            | 7–8 листопада 2023                                            |
| Груповий етап Шлях Ліги чемпіонів УЄФА | 5 тур         | 31 серпня 2023    | 28–29 листопада 2023                                          | 28–29 листопада 2023                                          |
| Груповий етап Шлях Ліги чемпіонів УЄФА | 6 тур         | 31 серпня 2023    | 12–13 грудня 2023                                             | 12–13 грудня 2023                                             |
| Шлях національних чемпіонів            | Перший раунд  | 5 вересня 2023    | 4 жовтня 2023                                                 | 5 жовтня 2023                                                 |
| Шлях національних чемпіонів            | Другий раунд  | 5 вересня 2023    | 8 листопада 2023                                              | 29 листопада 2023                                             |
| Плей-оф                                | Стикові матчі | 19 грудня 2023    | 6–7 лютого 2024                                               | 6–7 лютого 2024                                               |
| Плей-оф                                | 1/8 фіналу    | 9 лютого 2024     | 27–28 лютого 2024                                             | 27–28 лютого 2024                                             |
| Плей-оф                                | 1/4 фіналу    | 9 лютого 2024     | 12–13 березня 2024                                            | 12–13 березня 2024                                            |
| Плей-оф                                | 1/2 фіналу    | 9 лютого 2024     | 19 квітня 2024 на стадіоні «Спортивний центр Коловрей», Ньйон | 19 квітня 2024 на стадіоні «Спортивний центр Коловрей», Ньйон |
| Плей-оф                                | Фінал         | 9 лютого 2024     | 22 квітня 2024 на стадіоні «Спортивний центр Коловрей», Ньйон | 22 квітня 2024 на стадіоні «Спортивний центр Коловрей», Ньйон |

## Груповий етап
У кожній групі команди грають одна з одною по 2 матчі: вдома та на виїзді (по круговій системі). Команди, що посідають перше місце, виходять у 1/8 фіналу. Команди, що посідають другі місця, виходять у стикові матчі, де до них приєднуються 8 переможців шляху національних чемпіонів.

### Група A
| Поз | Команда           | І | В | Н | П | ГЗ | ГП | РГ  | О  | Кваліфікація       |     | КОП | БАВ | ГАЛ | МАН |
| --- | ----------------- | - | - | - | - | -- | -- | --- | -- | ------------------ | --- | --- | --- | --- | --- |
| 1   | Копенгаген        | 6 | 4 | 1 | 1 | 18 | 7  | +11 | 13 | Вихід в 1/8 фіналу |     | —   | 3–2 | 6–0 | 2–2 |
| 2   | Баварія           | 6 | 4 | 0 | 2 | 11 | 7  | +4  | 12 | Стикові матчі      |     | 2–1 | —   | 2–1 | 2–0 |
| 3   | Галатасарай       | 6 | 2 | 0 | 4 | 5  | 17 | −12 | 6  |                    |     | 1–5 | 2–1 | —   | 1–0 |
| 4   | Манчестер Юнайтед | 6 | 1 | 1 | 4 | 5  | 8  | −3  | 4  |                    | 0–1 | 0–2 | 3–0 | —   |     |

### Група B
| Поз | Команда | І | В | Н | П | ГЗ | ГП | РГ | О  | Кваліфікація       |     | ЛАН | СЕВ | ПСВ | АРС |
| --- | ------- | - | - | - | - | -- | -- | -- | -- | ------------------ | --- | --- | --- | --- | --- |
| 1   | Ланс    | 6 | 4 | 1 | 1 | 7  | 4  | +3 | 13 | Вихід в 1/8 фіналу |     | —   | 1–1 | 2–1 | 1–0 |
| 2   | Севілья | 6 | 2 | 3 | 1 | 6  | 5  | +1 | 9  | Стикові матчі      |     | 0–1 | —   | 1–0 | 2–1 |
| 3   | ПСВ     | 6 | 2 | 1 | 3 | 7  | 8  | −1 | 7  |                    |     | 2–0 | 1–1 | —   | 1–3 |
| 4   | Арсенал | 6 | 1 | 1 | 4 | 6  | 9  | −3 | 4  |                    | 0–2 | 1–1 | 1–2 | —   |     |

### Група C
| Поз | Команда     | І | В | Н | П | ГЗ | ГП | РГ  | О  | Кваліфікація       |     | РЕА | БРА | НАП | УНІ |
| --- | ----------- | - | - | - | - | -- | -- | --- | -- | ------------------ | --- | --- | --- | --- | --- |
| 1   | Реал Мадрид | 6 | 4 | 2 | 0 | 14 | 1  | +13 | 14 | Вихід в 1/8 фіналу |     | —   | 0–0 | 6–0 | 2–1 |
| 2   | Брага       | 6 | 3 | 3 | 0 | 8  | 3  | +5  | 12 | Стикові матчі      |     | 0–0 | —   | 1–0 | 1–0 |
| 3   | Наполі      | 6 | 1 | 1 | 4 | 4  | 17 | −13 | 4  |                    |     | 0–4 | 2–2 | —   | 1–0 |
| 4   | Уніон       | 6 | 1 | 0 | 5 | 6  | 11 | −5  | 3  |                    | 0–2 | 1–4 | 4–1 | —   |     |

### Група D
| Поз | Команда       | І | В | Н | П | ГЗ | ГП | РГ | О  | Кваліфікація       |     | РБУ | ІНТ | БЕН | РЕА |
| --- | ------------- | - | - | - | - | -- | -- | -- | -- | ------------------ | --- | --- | --- | --- | --- |
| 1   | Ред Булл      | 6 | 4 | 2 | 0 | 16 | 8  | +8 | 14 | Вихід в 1/8 фіналу |     | —   | 1–1 | 4–2 | 5–2 |
| 2   | Інтер         | 6 | 1 | 4 | 1 | 9  | 9  | 0  | 7  | Стикові матчі      |     | 2–3 | —   | 1–1 | 1–0 |
| 3   | Бенфіка       | 6 | 1 | 3 | 2 | 8  | 10 | −2 | 6  |                    |     | 1–1 | 1–1 | —   | 2–1 |
| 4   | Реал Сосьєдад | 6 | 1 | 1 | 4 | 8  | 14 | −6 | 4  |                    | 0–2 | 3–3 | 2–1 | —   |     |

### Група E
| Поз | Команда           | І | В | Н | П | ГЗ | ГП | РГ | О  | Кваліфікація       |     | ФЕЄ | АТЛ | ЛАЦ | СЕЛ |
| --- | ----------------- | - | - | - | - | -- | -- | -- | -- | ------------------ | --- | --- | --- | --- | --- |
| 1   | Феєнорд           | 6 | 4 | 1 | 1 | 13 | 7  | +6 | 13 | Вихід в 1/8 фіналу |     | —   | 0–1 | 2–2 | 3–0 |
| 2   | Атлетіко (Мадрид) | 6 | 4 | 0 | 2 | 10 | 3  | +7 | 12 | Стикові матчі      |     | 1–2 | —   | 0–1 | 4–0 |
| 3   | Лаціо             | 6 | 1 | 2 | 3 | 5  | 10 | −5 | 5  |                    |     | 1–3 | 0–2 | —   | 0–2 |
| 4   | Селтік            | 6 | 1 | 1 | 4 | 5  | 13 | −8 | 4  |                    | 2–3 | 0–2 | 1–1 | —   |     |

### Група F
| Поз | Команда             | І | В | Н | П | ГЗ | ГП | РГ | О  | Кваліфікація       |     | МІЛ | БОР | НЬЮ | ПСЖ |
| --- | ------------------- | - | - | - | - | -- | -- | -- | -- | ------------------ | --- | --- | --- | --- | --- |
| 1   | Мілан               | 6 | 4 | 0 | 2 | 14 | 8  | +6 | 12 | Вихід в 1/8 фіналу |     | —   | 4–1 | 4–0 | 3–2 |
| 2   | Боруссія (Дортмунд) | 6 | 3 | 1 | 2 | 9  | 9  | 0  | 10 | Стикові матчі      |     | 1–2 | —   | 2–2 | 2–0 |
| 3   | Ньюкасл Юнайтед     | 6 | 2 | 1 | 3 | 8  | 11 | −3 | 7  |                    |     | 3–1 | 1–2 | —   | 0–1 |
| 4   | Парі Сен-Жермен     | 6 | 2 | 0 | 4 | 5  | 8  | −3 | 6  |                    | 1–0 | 0–1 | 1–2 | —   |     |

### Група G
| Поз | Команда        | І | В | Н | П | ГЗ | ГП | РГ  | О  | Кваліфікація       |     | МСІ | ЛЕЙ | ЦРВ | ЯНГ |
| --- | -------------- | - | - | - | - | -- | -- | --- | -- | ------------------ | --- | --- | --- | --- | --- |
| 1   | Манчестер Сіті | 6 | 4 | 2 | 0 | 17 | 6  | +11 | 14 | Вихід в 1/8 фіналу |     | —   | 2–1 | 5–2 | 3–0 |
| 2   | РБ Лейпциг     | 6 | 3 | 2 | 1 | 8  | 5  | +3  | 11 | Стикові матчі      |     | 1–1 | —   | 2–1 | 0–0 |
| 3   | Црвена Звезда  | 6 | 1 | 1 | 4 | 8  | 13 | −5  | 4  |                    |     | 2–2 | 0–1 | —   | 2–1 |
| 4   | Янг Бойз       | 6 | 1 | 1 | 4 | 4  | 13 | −9  | 4  |                    | 0–4 | 1–3 | 2–1 | —   |     |

### Група H
| Поз | Команда   | І | В | Н | П | ГЗ | ГП | РГ  | О  | Кваліфікація       |     | ПОР | БАР | ШАХ | АНТ |
| --- | --------- | - | - | - | - | -- | -- | --- | -- | ------------------ | --- | --- | --- | --- | --- |
| 1   | Порту     | 6 | 5 | 0 | 1 | 17 | 5  | +12 | 15 | Вихід в 1/8 фіналу |     | —   | 0–2 | 2–0 | 3–1 |
| 2   | Барселона | 6 | 5 | 0 | 1 | 12 | 5  | +7  | 15 | Стикові матчі      |     | 0–4 | —   | 2–0 | 2–1 |
| 3   | Шахтар    | 6 | 2 | 0 | 4 | 6  | 13 | −7  | 6  |                    |     | 1–4 | 0–3 | —   | 3–1 |
| 4   | Антверпен | 6 | 0 | 0 | 6 | 5  | 17 | −12 | 0  |                    | 1–4 | 0–3 | 1–2 | —   |     |

## Шлях національних чемпіонів
У Шляху національних чемпіонів 32 команди проводять два раунди двохматчевих протистоянь з матчами вдома і в гостях. Жеребкування відбулося 5 вересня 2023 року.

### Перший раунд
| Команда 1                 | Заг.           | Команда 2            | 1-й матч | 2-й матч |
| ------------------------- | -------------- | -------------------- | -------- | -------- |
| Лех (Познань)             | 1–1 (пен. 2-4) | Нант                 | 1–1      | 0–0      |
| Пафос                     | 0–6            | Жиліна               | 0–1      | 0–5      |
| Рух                       | 4–2            | Сараєво              | 1–1      | 3–1      |
| Спарта (Прага)            | 4–1            | Маккабі (Хайфа)      | 1–1      | 3–0      |
| АЗ                        | 14–0           | Клайпеда             | 12–0     | 2–0      |
| Мальме                    | 3–5            | ГІК                  | 1–4      | 2–1      |
| Молде                     | 5–4            | Гамільтон Академікал | 3–0      | 2–4      |
| Фамалікан                 | 2–2 (пен. 6–7) | Мідтьюлланн          | 2–2      | 0–0      |
| Туран                     | 0–6            | Шериф                | 0–1      | 0–5      |
| КС Університатя (Крайова) | 0–5            | Партизан             | 0–1      | 0–4      |
| Олімпіакос                | 6–2            | Лечче                | 3–1      | 3–1      |
| Динамо (Мінськ)           | 2–1            | Лудогорець           | 0–1      | 2–0      |
| Марибор                   | 1–3            | Майнц 05             | 0–2      | 1–1      |
| Гент                      | 0–3            | Базель               | 0–1      | 0–2      |
| Динамо (Загреб)           | 5–2            | Істанбул Башакшехір  | 2–1      | 3–1      |
| Габала                    | 2–1            | Академія Пушкаша     | 1–1      | 1–0      |

### Другий раунд
| Команда 1      | Заг.           | Команда 2       | 1-й матч | 2-й матч |
| -------------- | -------------- | --------------- | -------- | -------- |
| Спарта (Прага) | 6–6 (пен. 2–4) | Жиліна          | 2–2      | 4–4      |
| Нант           | 1–1 (пен. 4–3) | ГІК             | 1–0      | 0–1      |
| Молде          | 3–6            | АЗ              | 3–4      | 0–2      |
| Рух            | 1–4            | Мідтьюлланн     | 0–4      | 1–0      |
| Шериф          | 4–5            | Партизан        | 2–0      | 2–5      |
| Майнц 05       | 3–2            | Динамо (Мінськ) | 1–1      | 2–1      |
| Базель         | 2–0            | Динамо (Загреб) | 2–0      | 0–0      |
| Габала         | 0–7            | Олімпіакос      | 0–3      | 0–4      |

## Стикові матчі
У стикових матчах 16 команд діляться на вісім пар, у яких грають по одному матчу. Жеребкування було проведено 19 грудня 2023 року. Вісім переможців другого раунду Шляху національних чемпіонів грають вдома з командами, що зайняли другі місця в групах Шляху Ліги чемпіонів УЄФА. Команди з однієї асоціації не можуть зіграти одна з одною.
У разі, якщо після основного часу рахунок рівний, переможець визначається в серії пенальті (додатковий час не грається).
| Команда 1   | Рахунок        | Команда 2           |
| ----------- | -------------- | ------------------- |
| Базель      | 0–2            | Баварія             |
| Партизан    | 0–2            | Брага               |
| Олімпіакос  | 0–0 (пен. 6–5) | Інтернаціонале      |
| Жиліна      | 2–1            | Боруссія (Дортмунд) |
| Нант        | 3–3 (пен. 3–2) | Севілья             |
| Майнц 05    | 2–2 (пен. 6–5) | Барселона           |
| Мідтьюлланн | 1–1 (пен. 2–4) | РБ Лейпциг          |
| АЗ          | 1–0            | Атлетіко (Мадрид)   |

## Плей-оф
16 команд у турнірі на вибування, у кожній парі було зіграно по одному матчу. Механізм жеребкувань для кожного раунду наступний:
- У жеребкуванні 1/8 фіналу вісім переможців груп Шляху Ліги чемпіонів УЄФА грають проти восьми переможців стикових матчів. Команди з однієї групи Шляху Ліги чемпіонів УЄФА не можуть зіграти один з одним, але команди з однієї асоціації можуть зіграти один з одним. Жеребкування також визначає господарів кожного з матчів 1/8 фіналу.
- У жеребкуванні чвертьфіналів і наступних раундів немає посіву, і команди з однієї групи і однієї асоціації можуть зіграти один з одним. Жеребкування також визначає господаря кожного з чвертьфінальних матчів і номінальних «господарів» півфінальних матчів і фіналу (які проводяться на нейтральному полі).

У разі, якщо після основного часу рахунок рівний, переможець визначається в серії пенальті (додатковий час не грається).

### 1/8 фіналу
| Команда 1   | Рахунок        | Команда 2      |
| ----------- | -------------- | -------------- |
| АЗ          | 1–1 (пен. 3–4) | Порту          |
| Мілан       | 2–2 (пен. 4–2) | Брага          |
| Реал Мадрид | 2–0            | РБ Лейпциг     |
| Жиліна      | 1–1 (пен. 2–4) | Копенгаген     |
| Ред Булл    | 0–1            | Нант           |
| Олімпіакос  | 2–2 (пен. 4–2) | Ланс           |
| Баварія     | 3–2            | Феєнорд        |
| Майнц 05    | 2–1            | Манчестер Сіті |

### 1/4 фіналу
| Команда 1 | Рахунок        | Команда 2   |
| --------- | -------------- | ----------- |
| Майнц 05  | 1–4            | Порту       |
| Мілан     | 1–1 (пен. 4–3) | Реал Мадрид |
| Нант      | 3–3 (пен. 5–4) | Копенгаген  |
| Баварія   | 1–3            | Олімпіакос  |

### 1/2 фіналу
| Команда 1  | Рахунок        | Команда 2 |
| ---------- | -------------- | --------- |
| Порту      | 2–2 (пен. 3–4) | Мілан     |
| Олімпіакос | 0–0 (пен. 3–1) | Нант      |

## Фінал
| 22 квітня 2024 18:00 |

| Олімпіакос                                        | 3:0      | Мілан |
| ------------------------------------------------- | -------- | ----- |
| Музакітіс 60' (пен.) Папаканеллос 61' Бакулас 66' | Протокол |       |

| Коловрей, Ньйон Глядачів: 2 026 Арбітр: Джон Брукс |